# Edward Dewhurst
Edward B. Dewhurst (Tamworth, 27 marzo 1870 – Australia, 25 febbraio 1941) è stato un tennista australiano.

## Carriera
Viene ricordato per le due vittorie doppio agli US Open nel 1906 con Sarah Coffin

## Finali del Grande Slam

### Doppio misto (1)
| Anno | Torneo           | Avversario in finale | Risultato                     |          |
| 1914 | US Championships | Sarah Coffin         | Margaret Johnson J.B. Johnson | 6-3, 7-5 |